# Andrej Ivanovics Lavrov
Andrej Ivanovics Lavrov (Krasznodar, 1962. március 26.– ) háromszoros olimpiai bajnok szovjet, majd orosz válogatott kézilabdázó, kapus.

## Pályafutása

### Klubcsapatokban
Lavrov pályafutását a SZKIF Krasznodarban kezdte, akikkel 1990-ben IHF-kupát, 1991-ben és 1992-ben pedig bajnoki címet nyert. 1992-ben csatlakozott a német másodosztályú TuS 04 Kaiserslautern-Dansenberg csapatához. 1993-tól három éven át szerepelt Franciaországba, majd visszatért a német bajnokságba és a TV Niederwürzbach játékosa lett. Miután a klub kiesett a Bundesligából, 1999-ben a Badel Zagrebben folytatta pályafutását. 2000-ben és 2001-ben a horvát bajnok volt a csapattal, majd amikor a klub pénzügyi nehézségek miatt megvált több meghatározó játékosától, Lavrov visszatért a SZKIF Krasznodarhoz, majd rövid idő múlva a német TuS Nettelstedthez igazolt.
2004. március 5-én szerződött az akkor még Kronau-Östringen néven szereplő Rhein-Neckar Löwenhez, amely kiesett a másodosztályba, így Lavrov is elhagyta a csapatot. 2004-től 2005-ig a Melsungen játékosa volt.

### A válogatottban
Lavrov az egyetlen sportoló, aki három olimpiai aranyérmet három különböző nemzet csapatával nyert meg. 1988-ban a Szovjetunióért, 1992-ben a FÁK, 2000-ben Oroszország színeiben szerzett ötkarikás aranyérmet. Emellett az egyetlen háromszoros olimpiai bajnok kézilabdázó. 2004-ben, 42 éves korában megnyerte negyedik olimpiai érmet is Athénban, amikor az orosz válogatottal bronzérmet szerzett.
2001-ben Oroszországban az évszázad kézilabdázójává választották. Az IHF évszázad kézilabdázója szavazásán a harmadik helyen végzett  Magnus Wislander és Talant Dujsebajev mögött.
2005-ben visszatért Oroszországba, majd a Sportminisztérium munkatársaként a sportág népszerűsítéséért kezdett dolgozni.

## Sikerei, díjai
SZKIF krasznodar
- Szovjet bajnok: 1991, 1992
- Szovjet kupagyőztes: 1991
- IHF-kupa-győztes: 1990

Badel Zagreb
- Horvát bajnok: 2000, 2001
- Horvát kupagyőztes: 2000